# Фербю
Фе́рбю (ест. Förby küla, швед. Förby) — село в Естонії, у волості Вормсі повіту Ляенемаа.

## Населення
Чисельність населення на 31 грудня 2011 року становила 5 осіб.

## Географія
Село розташоване на західному узбережжі острова Вормсі. Територіально до Фербю належить острів Гарілайд (Harilaid) у протоці Гарікурк (Hari kurk).
Поблизу села проходить автошлях 16131.

## Історія
До 1977 року населений пункт існував під назвою Фербю (Förby küla). Під час адміністративної реформи 1977 року село перейменували в Фєрбі (Förbi küla). З січня 1998 року селу повернули історичну шведську назву Фербю.